# 242492 Fantomas
242492 Fantomas este o planetă minoră (asteroid), cu un diametru de 2,284 km, din centura de asteroizi. A fost descoperită pe 10 noiembrie 2004 la Nogales de Michel Ory⁠(d). 
Obiectul prezintă o orbită caracterizată de o semiaxă mare de 2,57613243731 UAi, o excentricitate de 0,141, o înclinație de 3,521 ° în raport cu ecliptica.